# Макс Голляйн
Макс Голляйн (нар. 7 липня 1969) — австрійський мистецтвознавець. З липня 2016 року він обіймав посаду директора та генерального директора Музею образотворчих мистецтв Сан-Франциско. У квітні 2018 року Метрополітен-музей оголосив, що Голлайн стане його десятим директором.
Голлайн керував Музеєм де Янга та Музеєм Почесного легіону, які разом є сьомими найбільш відвідуваними мистецькими установами в США, з 1,4 мільйонами відвідувачів у 2016 році. Голлайн приєднався до Музеїв образотворчих мистецтв у липні 2016 року після того, як працював директором Ширнської кунстхалле, Музею Штеделя та Колекції скульптури Лібіхаусу.

## Біографія
Макс Голлайн народився 7 липня 1969 року у Відні, син відомого віденського архітектора Ганса Голлайна (1934-2014). Виріс у рідному місті, його виховання було занурене в культурні впливи завдяки захопленню батьків, що дало йому можливість познайомитися з такими художниками, як Клес Ольденбург та Йозеф Бойс. Його сестра, Ліллі Голлайн, заснувала і є куратором Віденського тижня дизайну.
Після вивчення історії мистецтва та менеджменту Макс Голлайн розпочав свій професійний шлях у 1996 році в Музеї Гуггенхайма в Нью-Йорку, працюючи у відділі виставок під керівництвом Томаса Кренса.
У 2006 році Голлайн переїхав до Франкфурта, де очолив музей Штеделя, Ширнську кунстхалле та колекцію скульптури Лібіхауса.

### Скульптурна колекція Лібіхаусу
Під керівництвом Макса Голлайна Музей скульптури Лієбехаусу зазнав найбільшої інфраструктурної реорганізації з 1990 року. Різні відділи, від стародавнього Єгипту та античності до Середньовіччя, Ренесансу, бароко та неокласицизму, а також "Студіолі" на верхньому поверсі музейної вілли, були повністю відремонтовані під час його перебування на посаді й знову відкриті у 2008 році з новою концепцією кольору та освітлення. Фінансування цієї капітальної реконструкції надійшло здебільшого з приватних джерел та бізнесу. Такі виставки, як "Сахуре - життя і смерть великого фараона", "У кольорі", "Франц Ксавер Мессершмідт" і "Джефф Кунс: Скульптор" мали безпрецедентний успіх. У 2012 році Лібіхаус прийняв 153 737 відвідувачів, що зробило цей рік найвідвідуванішим за всю історію закладу.